# Burgdorf (Han) (stacja kolejowa)
Burgdorf (Han) (niem: Bahnhof Burgdorf (Han)) – stacja kolejowa w Burgdorf, w kraju związkowym Dolna Saksonia, w Niemczech. Znajduje się na linii Lehrte – Celle i jest obsługiwana przez dwie linii S-Bahn w Hanowerze.
Według klasyfikacji Deutsche Bahn ma kategorię 4.

## Położenie
Stacja znajduje się pomiędzy centrum miasta i zachodnią częścią. Na dziedzińcu stacji znajduje się dworzec autobusowy. 

## Linie kolejowe
- Linia Lehrte – Celle
- Linia Burgdorfer Kreisbahnen - nieczynna